# Altmühlstraße 19 (Wasserzell)

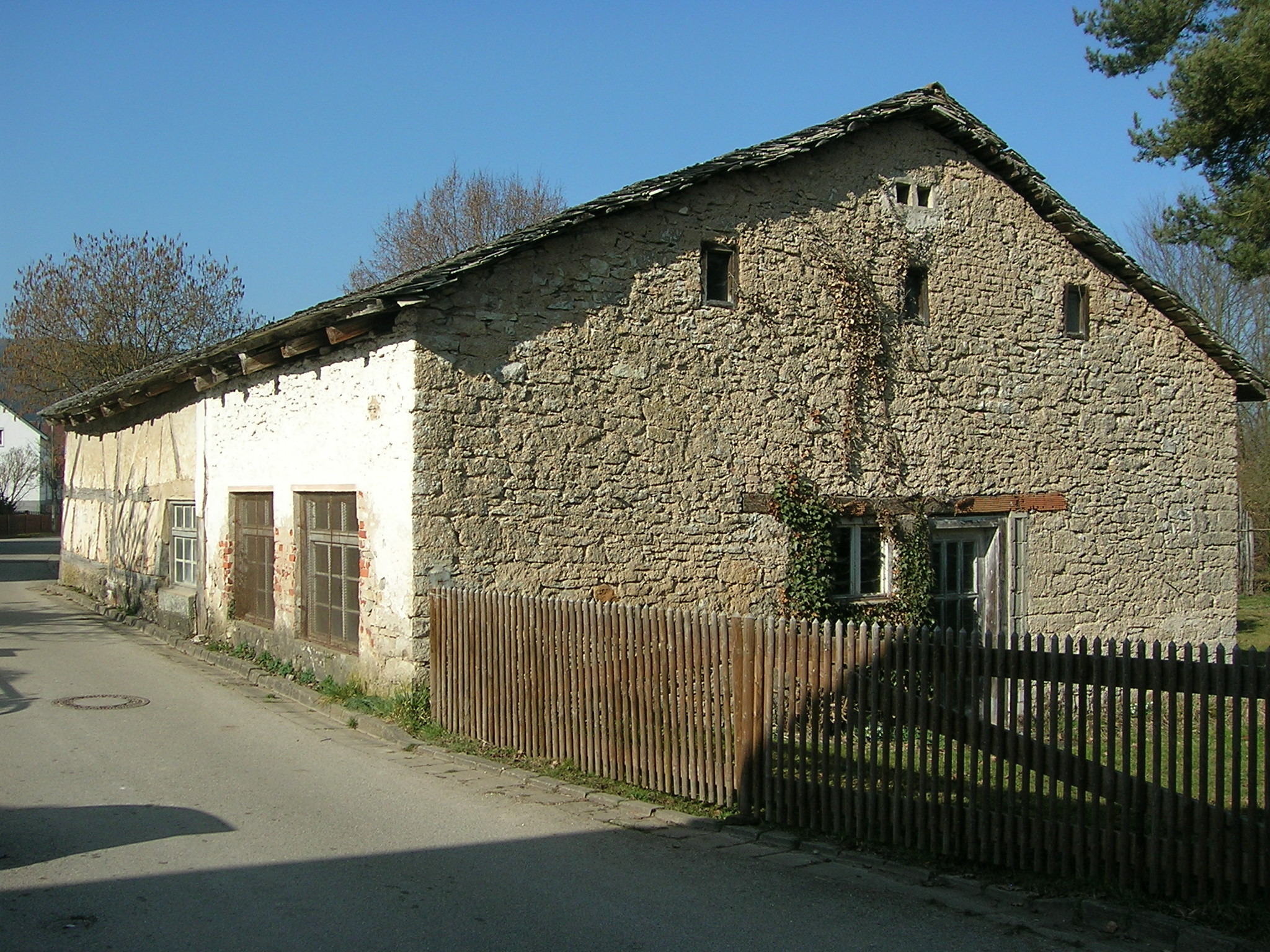
Gebäude Altmühlstraße 19 in Wasserzell vor dem Umbau (2014)

Das Gebäude Altmühlstraße 19 in Wasserzell, einem Stadtteil von Eichstätt im oberbayerischen Landkreis Eichstätt, wurde nach der dendrochronologischen Untersuchung des Fachwerkteils 1693/94 errichtet. Die ehemalige Scheune, die zum Kleinbauernhaus Altmühlstraße 17 gehörte, ist ein geschütztes Baudenkmal.
Der zum Wohnhaus umgebaute Jurastadel besteht aus einem Kalkbruchsteinmauerwerk und Fachwerk mit flachgeneigtem Kalkplattendach. Der Bruchsteinanbau wurde dendrologisch auf 1858/59 datiert.
Die Familie Unger wurde im Jahr 2018 mit der Denkmalschutzmedaille für die Instandsetzung des Jurastadels ausgezeichnet.